# Cyclodinus salinus
Cyclodinus salinus is een keversoort uit de familie snoerhalskevers (Anthicidae). De wetenschappelijke naam van de soort is voor het eerst geldig gepubliceerd in 1866 door Crotch.